# Wilhelm Wieben

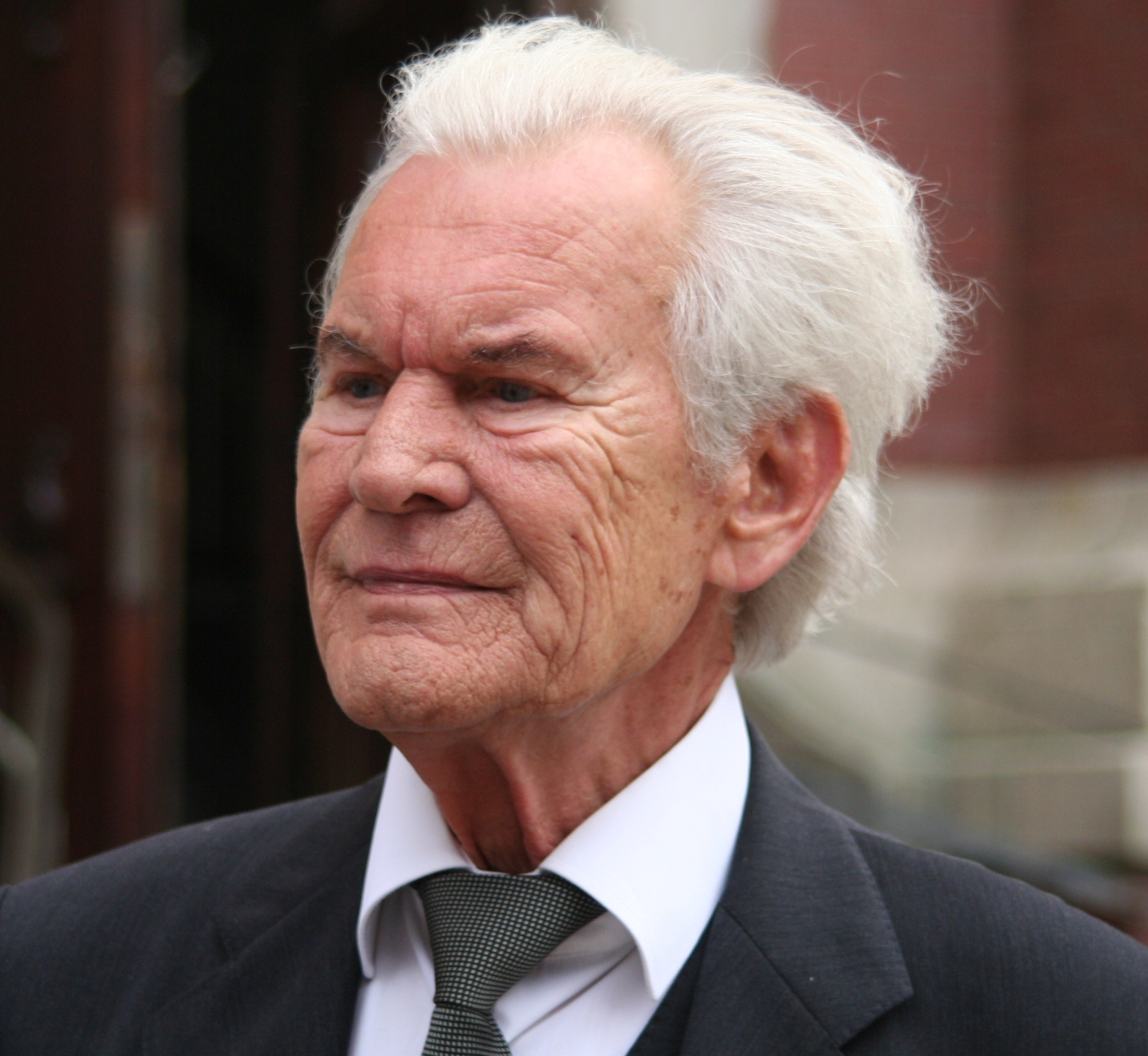
Wilhelm Wieben, 2010

Wilhelm Wieben (* 2. Juni 1935 in Hennstedt/Dithmarschen; † 13. Juni 2019 in Hamburg) war ein deutscher Nachrichtensprecher, Schauspieler und Autor. Von 1973 bis 1998 war er Sprecher der ARD-Tagesschau.

## Biografie

### Ausbildung und Beruf
Wieben war der Sohn von Albert Wieben (1899–1963) und dessen Frau Helene, geb. Pfeil (1912–1992). Nach erster Berufstätigkeit in der Kommunalverwaltung absolvierte er eine Schauspielausbildung an der Max-Reinhardt-Schule für Schauspiel in Berlin mit kleineren Rollen am Theater. Danach arbeitete er als Rundfunksprecher beim Sender Freies Berlin, ehe er zu Radio Bremen wechselte, bei dem er häufiger eingesetzt wurde. Im Fernsehen debütierte er als Ansager 1963. Unter anderem sagte er die erste Sendung des Beat-Clubs an.
Er arbeitete seit 1966 in der Tagesschau-Redaktion in Hamburg zunächst als Off-Sprecher, ehe er 1973 seinen Einstand als On-Sprecher der Tagesschau gab. Anfang 1974 sprach er erstmals die 20-Uhr-Ausgabe, am 24. Juni 1998 letztmals. Seinen letzten Einsatz als Sprecher der Tagesschau hatte Wieben am 29. Juni 1998. Er beendete seine Tätigkeit auf eigenen Wunsch und verabschiedete sich bei der letzten Sendung mit den knappen Worten „Danke, das war’s“.
Wieben blieb dem Schauspiel verbunden, indem er immer wieder kleinere und größere Rollen übernahm. So stand er in den 1980er Jahren neun Spielzeiten lang in der Sprechrolle des Bassa Selim in Mozarts Oper Die Entführung aus dem Serail auf der Bühne der Hamburgischen Staatsoper. Mitte der 1990er Jahre verkörperte er mehr als 70 Mal den Kaiser Franz Joseph im Weißen Rössl im Hamburger Tivoli-Theater.
Im Titel Jeanny des österreichischen Sängers Falco von 1985 sprach Wieben für ein Honorar von 2000 Mark den darin vorkommenden Newsflash, im Musikvideo zum Lied ist er kurz als Nachrichtensprecher zu sehen. Einen kurzen Filmauftritt hat er in der Komödie Club Las Piranjas von 1995 zusammen mit Tana Schanzara. 2007 steuerte Wieben das Intro des 80’s-Flashback-Samplers bei, auf dem bekannte deutsche Hip-Hop-Künstler Erfolge der 1980er Jahre neu interpretieren. Erwähnt wird er auch in den Liedern Mein Ding von Udo Lindenberg und Können diese Augen lügen? von der Hamburger Hip-Hop-Gruppe Fettes Brot. Im Jahr 2004 synchronisierte er einen Nachrichtensprecher in dem Animationsfilm Die Unglaublichen – The Incredibles.
Zuletzt schrieb der in Hamburg-Winterhude lebende Wieben vor allem Bücher auf Plattdeutsch und rezitierte aus ihnen. Er sah Plattdeutsch als seine Muttersprache an; Hochdeutsch habe er erst in der Schule gelernt. Neben seinen eigenen Büchern las er auch aus zahlreichen anderen Werken, sprach Hörbücher ein und war gelegentlich als Fernsehmoderator aktiv.

### Privates
Wieben war homosexuell, hatte dies aber stets diskret behandelt. Inge Meysel outete ihn 1995, indem sie in einem Interview mit dem Stern erklärte: „Eigentlich habe ich nur schwule Freunde. Ich verreise zum Beispiel gerne mit Wilhelm Wieben.“ Er verübelte Meysel die Äußerung nicht und stimmte der Veröffentlichung der Interviewpassage zu.
Wieben lebte in Hamburg-Winterhude. Er starb im Juni 2019 im Alter von 84 Jahren, wurde kremiert und die Urne in der Ostsee seebestattet. Sein Nachlass wurde vom Hamburger Auktionshaus Kendzia gemäß seinem letzten Willen versteigert.

## Auszeichnung
- 1983: Krawattenmann des Jahres

## Werke

### Bücher
- Mien plattdüütsch Leesbook, Heide in Holstein 1986, ISBN 3-8042-0353-1.
- Les’ mal wedder Platt, Heide 1991, ISBN 3-8042-0539-9.
- als Herausgeber:
  - Mien plattdüütsch Wiehnachtsbook, Heide 1993, ISBN 3-8042-0632-8.
  - Melodie der Meere. Ein Lesebuch über die See, die Schiffe, Häfen und Matrosen, Hamburg 1997, ISBN 3-8225-0434-3.
  - Wenn’t Abend ward. Een plattdüütsch Leesbook, Heide 1999, ISBN 3-8042-0857-6.
  - To Schummertied. Plattdüütsch Vörleesbook, Heide 2001, ISBN 3-8042-1019-8.
  - Mien schönsten Vertellen, Jung, Kiel 2005, ISBN 3-89882-058-0.

### Filmografie
- 1995: Club Las Piranjas, Fernsehfilm

### Tonträger (als Sprecher)
- Fritz Wischer: Lach man mal! Spossige Geschichten, St. Peter-Ording 1978 (Schallplatte)
- Hinrich Kruse: Nicks för ungot! Plietsche Geschichten, Kiel 1978 (Schallplatte)
- To’n Schmunzeln, Hamburg 1981 (Schallplatte/Tonkassette)
- Wilhelm Wieben spricht Klaus Groth, Kiel 1986 (Tonkassette)
- Die drei ???: Die verschwundene Seglerin (Hörspiel-Folge 71; Ersterscheinung 2. Oktober 1996)[15]  als Bankdirektor Dimitrios (EAN 743213849621 [CD] oder ISBN 3-86536-565-5 [Kassette])
- Die drei ???: Tal des Schreckens (Hörspiel-Folge 98; Ersterscheinung 13. August 2001)  als Henry (EAN 4064066642303 [CD])
- Peter Bachér: Heute ist Sonntag. Peter Bachérs beste Kolumnen – Regie: Margrit Osterwold – Berlin und München 2000 (ISBN 3-550-09008-0 [CD] oder ISBN 3-550-09508-2 [Kassette])
- Peter Bachér: Und wieder ist Sonntag – Regie: Margrit Osterwold – München 2001 (ISBN 3-550-09033-1 [CD] oder ISBN 3-550-09533-3 [Kassette])
- Teddy Newton: Die Unglaublichen – The Incredibles als Nachrichtensprecher – in 2004 (Animationsfilm)
- Claus, das Chaosmonster – Hörbuch mit Musik von Olaf Schulte, Michael Bandt und Roland Kohle, mit Manuela Bäcker, oomoxx media 2015